# Écouves
Écouves ist eine französische Gemeinde mit 1.673 Einwohnern (Stand: 1. Januar 2022) im Orne in der Region Normandie. Écouves gehört zum Arrondissement Alençon und zum Kanton Écouves (bis 2015: Kanton Alençon-3). Die Gemeinde ist Teil des Gemeindeverbandes Communauté urbaine d’Alençon.
Zum 1. Januar 2016 wurde Écouves als Commune nouvelle aus den Gemeinden Radon, Forges und Vingt-Hanaps gebildet.

## Gliederung
| Ortsteil                   | ehemaliger INSEE-Code | Fläche (km²) | Einwohnerzahl (2019) |
| -------------------------- | --------------------- | ------------ | -------------------- |
| Forges                     | 61175                 | 05,01        | 0214                 |
| Radon (Verwaltungssitz)000 | 61341                 | 19,81        | 1036                 |
| Vingt-Hanaps               | 61509                 | 11,58        | 0397                 |

## Geographie
Écouves liegt etwa acht Kilometer nordnordöstlich von Alençon. Das Gemeindegebiet wird vom Flüsschen Betz durchquert, im Westen verläuft die Briante. Die Gemeinde gehört zum Regionalen Naturpark Normandie-Maine.
Durch die Gemeinde führt die Autoroute A28.